# Mussula
Luiz de Matos Luchesi – noto come Mussula – (Belo Horizonte, 14 agosto 1938 – Belo Horizonte, 20 novembre 2018) è stato un calciatore brasiliano, di ruolo portiere.